# Ян Х'єрстад
Ян Х'єрстад (* 6 березня 1953 в Осло) — норвезький письменник.

## Біографія і творчість
Здобувши теологічну освіту в університеті міста Осло, працював редактором журналу «Віндует». З 1989 року — вільний письменник, автор численних романів та збірок есе. Відзначений багатьма літературними преміями.
Твори Х'єрстада перекладені англійською, німецькою, французькою, датською, шведською, угорською мовами.
Письмо Х'єрстада доволі складне, різнопланове, поліфонічне, не позбавлене особливого гумору й гострої еротики.

## Твори
- Kloden dreier stille rundt (1980, оповідання)
- Speil (1982, роман)
- Homo falsus eller det perfekte mord (1984, роман)
- Det store eventyret (1987, роман)
- Menneskets matrise (1989, есе)
- Jakten på de skjulte vaffelhjertene (1989)
- Rand (1990, есе)
- Forføreren (1993, Roman) — перша частина трилогії про Верґеланда.
- Hos sheherasad, fantasiens dronning (1995)
- Erobreren (1996, Roman) — друга частина трилогії про Верґеланда.
- Menneskets felt (1997, есе)
- Oppdageren (1999, Roman) — третя частина трилогії про Верґеланда
- Tegn till kjærlighet (2002, роман)
- Kongen av Europa (2005, роман)
- Jeg er brødrene Walker (2008, роман)
- Normans område (2011, роман)
- Slekters gang (2015, роман)
- Berge (2017, роман)

## Премії
- Mads Wiel Nygaards legat 1984
- Премія критиків (Kritikerprisen) 1984, за Homo Falsus
- Aschehougprise] 1993
- Премія Гамбурзького університету імені Гайнріха Штеффенса 1998
- Doblougprisen 2000
- Nordisk Råds Litteraturpris 2001, за Oppdageren (роман Відкривач)